# Landkreis Bad Tölz
Der Landkreis Bad Tölz gehörte zum bayerischen Regierungsbezirk Oberbayern. Vor dem Beginn der bayerischen Gebietsreform am Anfang der 1970er Jahre umfasste der Landkreis 17 Gemeinden.

## Geographie

### Wichtige Orte
Die größten Orte waren Bad Tölz (bis 1899 Tölz), Lenggries, Benediktbeuern (bis 1865 Laingruben) und Bad Heilbrunn (bis 1934 Steinbach).

### Nachbarkreise
Der Landkreis grenzte Anfang 1972 im Uhrzeigersinn im Südwesten beginnend an die Landkreise Garmisch-Partenkirchen, Weilheim in Oberbayern, Wolfratshausen und Miesbach. Im Süden grenzt der Landkreis an das österreichische Bundesland Tirol.

## Geschichte

### Amt und Land- und Pflegegericht
Spätestens ab 1281 wird Tölz als eines der bedeutendsten Ämter des Herzogtums Bayern im Landesurbar genannt. Aus dem Amt entwickelte sich im Spätmittelalter das Land- und Pflegegericht Tölz, das bis zur Säkularisation in den Jahren 1802/03 bestand.

### Bezirksamt
Das Bezirksamt Tölz folgte im Jahr 1862 dem flächengleichen Landgericht älterer Ordnung Tölz.
Am 20. Juni 1899 wurde das Bezirksamt Tölz in Bezirksamt Bad Tölz umbenannt.

### Bezirksamtmänner/-oberamtmänner (bis 1938), Landräte ab 1939
- Rudolf von Schreiber (ab 1890)
- Oskar Schmitt (Oktober 1918–1919)
- Raimund Lurz (16. Juni 1919–1. Juni 1933)
- Josef Fergg (1. November 1933–Mai 1945)

### Landkreis
Am 1. Januar 1939 wurde wie überall im Deutschen Reich die Bezeichnung Landkreis eingeführt. So wurde aus dem Bezirksamt der Landkreis Bad Tölz.
Zuletzt hatte der Landkreis Bad Tölz keine gemeindefreien Gebiete mehr. Die drei letzten gemeindefreien Gebiete, mit Ausnahme des Walchensees ehemalige Waldungen des Klosters Benediktbeuern, wurden am 1. Januar 1970 den Gemeinden Kochel a.See (mit dem Walchensee), Jachenau und Lenggries zugeschlagen.
Am 1. Juli 1972 wurden dem Landkreis Bad Tölz im Zuge der Gebietsreform in Bayern der Hauptteil des Landkreises Wolfratshausen und die Gemeinde Schlehdorf des Landkreises Weilheim zugeschlagen. Am 1. Mai 1973 erfolgte die Umbenennung in den heutigen Namen Landkreis Bad Tölz-Wolfratshausen.

## Einwohnerentwicklung
| Jahr | Einwohner | Quelle |
| ---- | --------- | ------ |
| 1864 | 12.583    | [ 9 ]  |
| 1885 | 14.320    | [ 10 ] |
| 1900 | 16.330    | [ 11 ] |
| 1910 | 18.149    | [ 11 ] |
| 1925 | 21.862    | [ 12 ] |
| 1939 | 26.601    | [ 13 ] |
| 1950 | 38.997    | [ 14 ] |
| 1960 | 37.300    | [ 15 ] |
| 1971 | 39.700    | [ 16 ] |

## Gemeinden
Die Gemeinden des Landkreises Bad Tölz vor der Gemeindereform. (Die Gemeinden, die es heute noch gibt, sind fett geschrieben.)

Landkreis Bad Tölz, Gemeindegrenzenkarte von 1961

| frühere Gemeinde | heutige Gemeinde | heutiger Landkreis                |
| ---------------- | ---------------- | --------------------------------- |
| Bad Heilbrunn    | Bad Heilbrunn    | Landkreis Bad Tölz-Wolfratshausen |
| Bad Tölz         | Bad Tölz         | Landkreis Bad Tölz-Wolfratshausen |
| Benediktbeuern   | Benediktbeuern   | Landkreis Bad Tölz-Wolfratshausen |
| Bichl            | Bichl            | Landkreis Bad Tölz-Wolfratshausen |
| Gaißach          | Gaißach          | Landkreis Bad Tölz-Wolfratshausen |
| Greiling         | Greiling         | Landkreis Bad Tölz-Wolfratshausen |
| Jachenau         | Jachenau         | Landkreis Bad Tölz-Wolfratshausen |
| Kirchbichl       | Bad Tölz         | Landkreis Bad Tölz-Wolfratshausen |
| Kochel a.See     | Kochel a.See     | Landkreis Bad Tölz-Wolfratshausen |
| Lenggries        | Lenggries        | Landkreis Bad Tölz-Wolfratshausen |
| Oberbuchen       | Bad Heilbrunn    | Landkreis Bad Tölz-Wolfratshausen |
| Oberfischbach    | Wackersberg      | Landkreis Bad Tölz-Wolfratshausen |
| Reichersbeuern   | Reichersbeuern   | Landkreis Bad Tölz-Wolfratshausen |
| Sachsenkam       | Sachsenkam       | Landkreis Bad Tölz-Wolfratshausen |
| Schönrain        | Königsdorf       | Landkreis Bad Tölz-Wolfratshausen |
| Unterfischbach   | Wackersberg      | Landkreis Bad Tölz-Wolfratshausen |
| Wackersberg      | Wackersberg      | Landkreis Bad Tölz-Wolfratshausen |

## Kfz-Kennzeichen
Am 1. Juli 1956 wurde dem Landkreis bei der Einführung der bis heute gültigen Kfz-Kennzeichen das Unterscheidungszeichen TÖL zugewiesen. Es wird im Landkreis Bad Tölz-Wolfratshausen durchgängig bis heute ausgegeben.